# Wolfgang Petersen
Wolfgang Petersen (født 14. marts 1941, død 12. august 2022) var en tysk (frisisk) filminstruktør.
Efter at have opnået international anerkendelse med filmen Das Boot i 1981 fortsatte Wolfgang Petersen sin karriere i Hollywood med bl.a. actionfilmene Air Force One, The Perfect Storm og Troja.

## Filmografi
- 2006: Poseidon
- 2004: Troja (Troy)
- 2000: The Perfect Storm
- 1997: Air Force One
- 1995: Outbreak
- 1993: Lige på kornet (In the Line of Fire)
- 1991: Dødeligt bedrag (Shattered)
- 1985: Fjender (Enemy Mine)
- 1984: Den uendelige historie (Die uendliche Geschichte)
- 1981: Das Boot
- 1977: Die Konsequenz
- 1973: Einer von uns beiden
- 1969: Ich werde dich töten